# Service public hospitalier
Pour les articles homonymes, voir SPH.
Cet article concerne la France. Pour le service public hospitalier en général, voir Hôpital public.
Le service public hospitalier (SPH) est un type particulier de service public français exerçant une mission d’intérêt général. Il se compose de missions de service public confiées à des établissements de santé et éventuellement à d'autres services.
Il vise à « garantir à chaque citoyen dans des conditions d’égalité, quels que soient son niveau de revenu et son lieu d’habitation, l’accès à l’ensemble des biens et des services jugés fondamentaux ».
Pour cela, il est soumis, comme tout service public, aux lois de Rolland qui fixent des obligations : universalité, continuité, adaptabilité et neutralité.

## Historique
La notion de Service public hospitalier a été introduite dans le droit français par la loi no 70-1318 du 31 décembre 1970.
Le service public hospitalier s'organisait de la manière suivante : 
- les établissements publics de santé exerçaient de plein droit le service public hospitalier ;
- les établissements de santé privés : 
  - assuraient directement le service public hospitalier pour les centres régionaux de lutte contre le cancer ;
  - participaient au service public hospitalier (PSPH) pour les organismes à but non lucratif ;
  - pouvaient être associés au service public hospitalier, en général pour certaines formes de soins, s'ils étaient à but lucratif.

La loi Hôpital, patients, santé et territoire (HPST) a supprimé la notion de « service public hospitalier », mais elle mentionne encore des missions de service public, listées à l'article L.6112-1 du code de la santé publique. L'objectif de la réforme est d'ouvrir davantage le service public hospitalier.
La notion est réapparue avec la loi n° 2016-41 du 26 janvier 2016 de modernisation de notre système de santé (articles L6112-1 et suivants).

## Missions du service public hospitalier
Le code de la santé publique fixe, en son article L6112-1, 14 missions de service public recouvrant : 
1. la permanence des soins ;
2. la prise en charge des soins palliatifs ;
3. l'enseignement universitaire et post-universitaire ;
4. la recherche ;
5. le développement professionnel continu des praticiens hospitaliers et non hospitaliers ;
6. la formation initiale et le développement professionnel continu des sages-femmes et du personnel paramédical et la recherche dans leurs domaines de compétence ;
7. les actions d'éducation et de prévention pour la santé et leur coordination ;
8. l'aide médicale urgente, conjointement avec les praticiens et les autres professionnels de santé, personnes et services concernés ;
9. la lutte contre l'exclusion sociale, en relation avec les autres professions et institutions compétentes en ce domaine, ainsi que les associations qui œuvrent dans le domaine de l'insertion et de la lutte contre l'exclusion et la discrimination ;
10. les actions de santé publique ;
11. la prise en charge des personnes hospitalisées sans leur consentement ;
12. les soins dispensés aux détenus en milieu pénitentiaire et, si nécessaire, en milieu hospitalier, dans des conditions définies par décret ;
13. les soins dispensés aux personnes retenues en application de l'article L. 551-1 du code de l'entrée et du séjour des étrangers et du droit d'asile ;
14. les soins dispensés aux personnes retenues dans les centres socio-médico-judiciaires de sûreté.

La nouvelle loi de modernisation du système de santé, portée par la ministre Marisol Touraine réintroduit la notion de Service Public Hospitalier en tant que bloc d'obligations inséparables au lieu des 14 missions de la loi HPST qui pouvaient être exercées séparément.
Le service public hospitalier exerce l'ensemble des missions dévolues aux établissements de santé ainsi que l'aide médicale urgente, dans le respect des principes du service public : d'égalité d'accès et de prise en charge, de continuité, d'adaptation et de neutralité
Les obligations des établissements et des professionnels participant au SPH sont : 
« 1° Un accueil adapté, notamment lorsque cette personne est en situation de handicap ou de précarité sociale, et un délai de prise en charge correct.
« 2° La permanence de l'accueil et de la prise en charge, notamment dans le cadre de la permanence des soins organisée par l'agence régionale de santé 
« 3° L'égal accès à des activités de prévention et des soins de qualité ;
« 4° L'absence de facturation de dépassements des tarifs fixés par l'autorité administrative et des tarifs des honoraires prévus au 1° du I de l'article L. 162-14-1 du code de la sécurité sociale.
Les établissements de santé du service public hospitalier doivent se conformer aux obligations suivantes :
« 1° Ils garantissent la participation des représentants des usagers ;
« 2° Transmettent leurs comptes à l'ARS
Les établissements concernés par le service public hospitalier sont :
Les établissements publics de santé ;
« 2° Les hôpitaux des armées ;
« 3° Les établissements de santé privés habilités par l'ARS
En cas d'habilitation l'ensemble de l'activité de l'établissement doit se conformer aux obligations du SPH. L'autorité de la commission médicale d'établissement est renforcée. La possibilité de simple association pour les services d'urgence est maintenue. Auquel cas seul le service d'urgence devra se conformer aux obligations du SPH.

### Poids du service public hospitalier
Sur l'ensemble du système hospitalier français, le secteur public hospitalier représente :
- 62 % des établissements ;
- 80 % des lits d’hospitalisation ;
- 82 % des places d’hospitalisation[réf. nécessaire].

## Une variété d'acteurs
Ces missions de service public sont assurées par une large variété d'acteurs définis à l'article L.6112-2 du code de la santé publique, en premier lieu les établissements publics de santé et des établissements de santé privés, dont les centres régionaux de lutte contre le cancer.
Peuvent également être chargés de ces missions, dans la mesure de leurs moyens, le Service de santé des armées, l'Institution nationale des invalides, les centres de santé, les maisons de santé, les pôles de santé et les groupements de coopération sanitaire.

### L’association au service public hospitalier
C’est un contrat conclu entre deux ou plusieurs établissements de santé dont un au moins est de droit public pour assurer le fonctionnement du service public hospitalier (loi du 31 juillet 1970). Ces contrats sont voués à disparition prochaine dans le cadre de la loi HPST.

## Financement
Jusqu'en 2004, les établissements publics de santé étaient financés par la dotation globale et les établissements de santé privés par la tarification à l'activité. Depuis cette date, tous les établissements publics ou privés sont passés à la tarification à l'activité (T2A).
Les établissements de santé privés, précédemment tarifés en prix de journée préfectoral, peuvent être financés soit par dotation globale soit par conventionnement avec l'assurance maladie.